# Polyplectropus assimulans
Polyplectropus assimulans är en nattsländeart som beskrevs av Wolfram Mey 1998. Polyplectropus assimulans ingår i släktet Polyplectropus och familjen fångstnätnattsländor. Inga underarter finns listade i Catalogue of Life.